# Tadeusz Gebethner
Tadeusz Jerzy Gebethner (ur. 18 listopada 1897 w Warszawie, zm. 14 października 1944 w Altengrabow) – polski księgarz, piłkarz i działacz sportowy, porucznik kawalerii Wojska Polskiego. Członek drużyny Polonii Warszawa, w latach 1915–1925 jeden z najwięcej grających jej zawodników (był w pierwszej osiemnastce zespołu pod tym względem), jednocześnie kapitan i prezes klubu.

## Życiorys
Pochodził ze znanej rodziny warszawskich księgarzy, jego dziadek Gustaw był twórcą księgarni Gebethner i Wolff. W 1916 r. zdał maturę w męskiej szkole realnej Konopczyńskiego. Studiował później w Wyższej Szkole Handlowej. Wraz z braćmi Janem i Wacławem był w 1915 jednym ze współzałożycieli klubu Polonia Warszawa. Został jej pierwszym prezesem i był nim do 1925. 
Studia i karierę sportował przerwała tymczasowo wojna. W czasie wojny polsko-bolszewickiej służył w 5 pułku ułanów Zasławskich, z którym przeszedł cały szlak bojowy. Po zakończeniu działań wojennych kierowana przez niego drużyna piłkarska wyjechała na Górny Śląsk, aby uczestniczyć w działaniach patriotycznych mających wspomóc Polskę w mającym się odbyć plebiscycie. W tym czasie drużyna Polonii rozegrała wiele meczów z miejscowymi piłkarzami, a sam Gebethner był instruktorem w klubie Czuwaj Łabędy. Być może współuczestniczył także w tamtym czasie w założeniu "pierwszej" Polonii Bytom. Według niektórych źródeł miał być prezesem klubu bytomskiego klubu, jednakże mógł to być tylko tytuł honorowy. 
W 1921 wraz z drużyną Polonii Warszawa wywalczył tytuł wicemistrza Polski. W latach 1915–1925 rozegrał łącznie 137 oficjalnych meczów w barwach swojego macierzystego klubu, będąc jednocześnie przez większość z nich kapitanem drużyny.
Zakończył karierę piłkarską w wieku 28 lat i poświęcił się pracy zawodowej w rodzinnym przedsięwzięciu księgarsko-wydawniczym. W latach 1928–1934 działał w Zarządzie Głównym Związku Księgarzy Polskich.
Na podporucznika został awansowany ze starszeństwem z dniem 1 lipca 1925 w korpusie oficerów rezerwy kawalerii. W 1934 pozostawał w ewidencji Powiatowej Komendy Uzupełnień Warszawa Miasto III. Posiadał przydział do 5 pułku ułanów Zasławskich.

### II wojna światowa

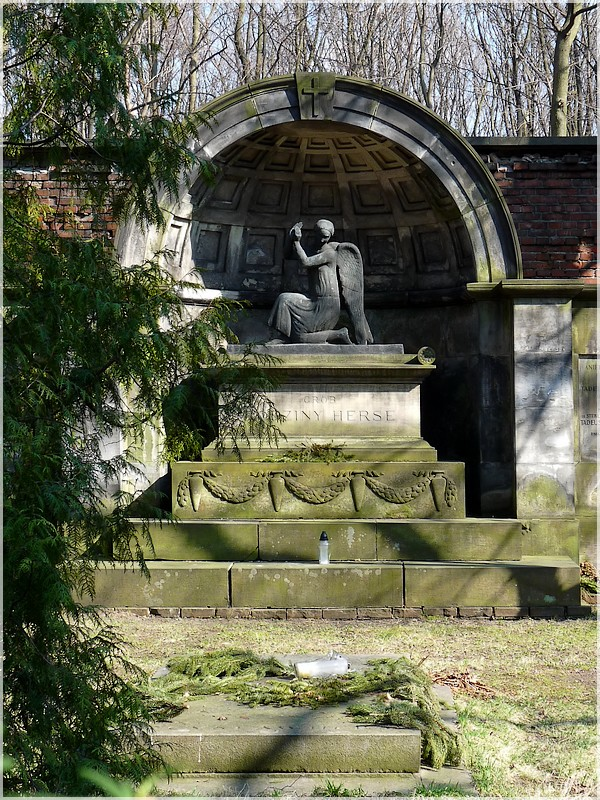
Grobowiec rodziny Herse i Gebethnerów na cmentarzu Powązkowskim w Warszawie (kwatera 205)

We wrześniu 1939 jako porucznik rezerwy dołączył do 102 pułku ułanów z którym brał udział w walkach o Grodno i po zakończeniu kampanii został internowany w Rakiszkach na Litwie. Zbiegł z obozu i przebywał w Wilnie do 1941, kiedy przedostał się do Warszawy.
W latach 1942–1944 ukrywał żydowską rodzinę, którą wykupił po jej aresztowaniu, a ostatecznie wysłał na Węgry. Za ten czyn otrzymał pośmiertnie w 1981 tytuł Sprawiedliwego wśród Narodów Świata. 
W czasie konspiracji pełnił służbę w 3 batalionie pancernym AK. Brał udział w powstaniu warszawskim, w czasie którego został ciężko ranny i stracił rękę oraz nogę. Po kapitulacji powstania przebywał w Stalagu XI-A Altengrabow w rejonie Magdeburga. W pobliskim lazarecie zmarł 14 października 1944 na skutek ran odniesionych w powstaniu w wieku 46 lat. 
Jego grób znalazł się po wojnie na terenie radzieckiego poligonu (obecnie poligon Bundeswehry) i został zrównany z ziemią. 
Awansowany do stopnia rotmistrza (11 września 1944 roku albo pośmiertnie).  
Został upamiętniony w Muzeum Powstania Warszawskiego na Murze Pamięci (kolumna 190, pozycja 13). Jego symboliczny grób znajduje się na cmentarzu Powązkowskim, kw. 205, rząd 1/6, miejsce 18.